# Martin N. Hansen

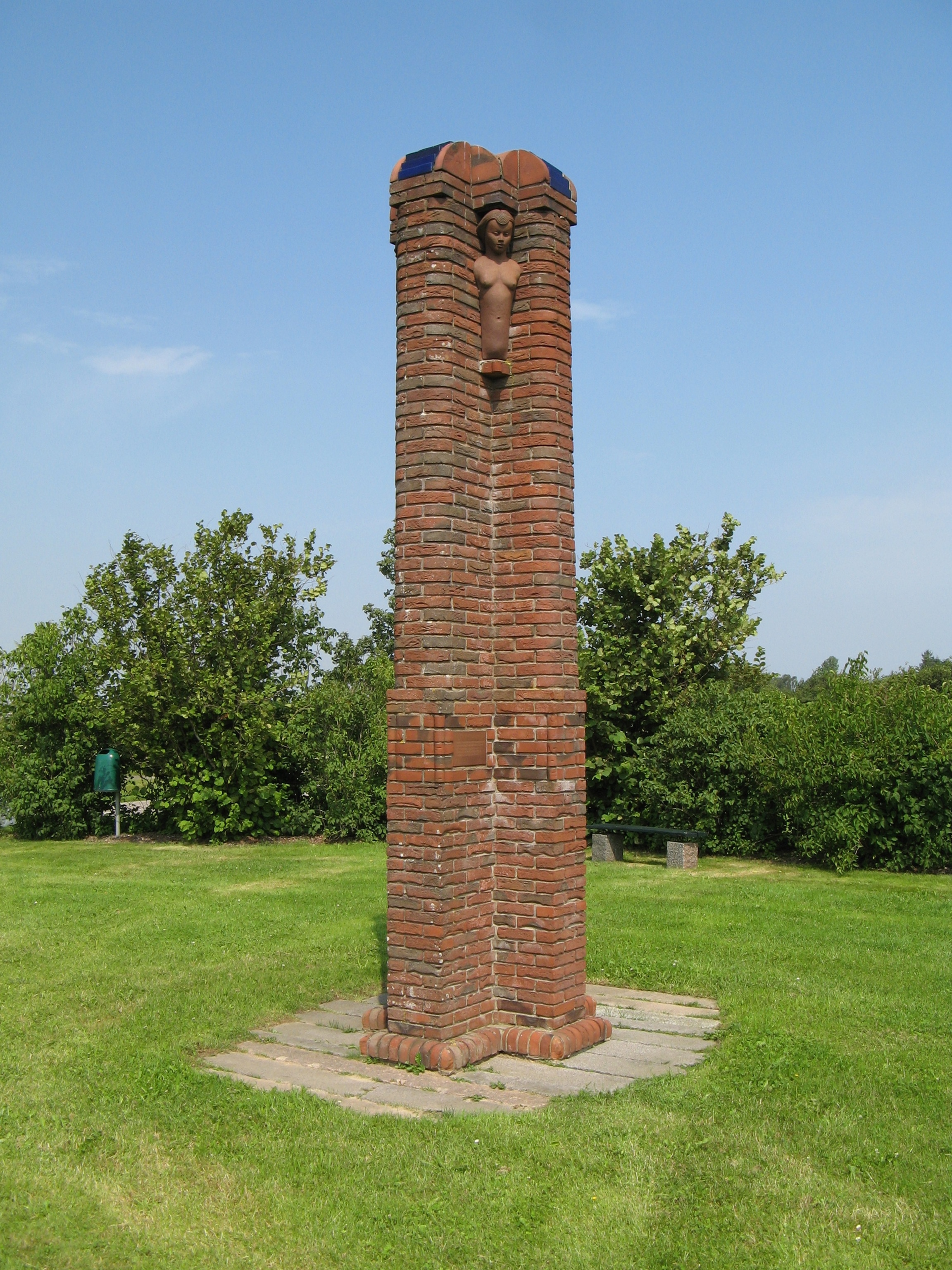
Gedenksäule (1993) für Martin N. Hansen in Almsted auf Alsen

Martin Nicolai Hansen (* 3. November 1893 in Tråsbøl bei Felsted; † 18. Februar 1976 in Odense) war ein dänischer Bibliothekar, Autor, Verleger und Übersetzer. Vor allem übersetzte er Goethes Faust, Wilhelm Busch und die Brüder Grimm ins Dänische. Außerdem gilt er als einer der wichtigsten Dichter auf Alsisk, d. h. dem südjütischen Dialekt der Insel Alsen. Über 50 seiner Mundart-Gedichte wurden vertont.

## Leben
Martin N. Hansen war Sohn des Lehrers Jens Hansen aus Hadersleben; seine Mutter Anne Cathrine Marie Hansen, geb. Iversen, kam aus Hundslev im Kirchspiel Notmark auf Alsen. Die Eltern trennten sich schon um die Zeit seiner Geburt. Die mittellose und allein erziehende Mutter ging mit ihrem Sohn nach Hundslev auf die Insel Alsen zurück. Diese gehörte damals (1871–1920), wie ganz Nordschleswig, zum Deutschen Reich. Martin N. Hansen war ein aufgeweckter Junge, und der damalige Pfarrer von Notmark, Waldemar Friedrich Carl Augustiny, versprach ihm, dass er ihm den Besuch einer weiterführenden Schule finanzieren würde. Daraus wurde jedoch nichts, da Martin schon in seiner Kindheit und Jugend dänisch eingestellt war, während die Pfarrerfamilie Augustiny sehr deutschgesinnt dachte. Nachdem Martin N. Hansen den Sohn des Pfarrers in einem Streit, in dem es um die Wahl der richtigen Flagge (dänisch oder deutsch) ging, in einen Teich geschubst hatte, war vom Angebot des bezahlten Gymnasial- und Universitätsbesuchs keine Rede mehr. Stattdessen absolvierte Hansen nach dem Volksschulabschluss zunächst eine Schreinerlehre in Asserballeskov auf Alsen. Die Jahre seiner Gesellenwanderung führten ihn nach Deutschland, in die Schweiz und nach Italien.
1913 schrieb Martin N. Hansen sein erstes Mundartgedicht im Alsener Dialekt. Es handelte sich um eine lange Satire auf deutsche Landkäufe in Nordschleswig. Unter anderem spottete er darin über Bismarck, dass er angeblich dem Deutschen Reich am liebsten noch Jütland bis hinauf nach Skagen einverleibt hätte:
Originaltext auf Alsisk (mit deutschen Wörtern)
Ja, han woss møje hæ erworben,

det æ en skam, han æ gestorben!

Næ han ho løwwe heutzutagen

mit „Vaterland“ gik op te Skagen.
Deutsche Übersetzung
Ja, er hätt’ gewiss noch mehr erworben,

wie schade ist’s, dass er gestorben!

Wenn er noch leben würde heutzutagen,

mein „Vaterland“ ging’ hoch bis Skagen.
Bei einem gesellschaftlichen Anlass am Ostermontag 1914 trug Hansen das Gedicht unter großem Beifall vor, doch ein Zuhörer denunzierte ihn. Es kam zu einer polizeilichen Untersuchung, bei welcher selbst der Vorwurf der Majestätsbeleidigung im Raum stand. Hansen konnte aber die Einstellung der Ermittlungen erreichen, indem er mit Unterstützung des späteren Folketing-Abgeordneten Christen Ernst Christensen eine völlig neue, harmlose Fassung seines Gedichtes schrieb und diese der Polizei zuspielte. Vom ursprünglichen Gedicht blieb dabei nur der Eingangs-Zweizeiler übrig: „Æ vil forteel om jen, hvis navn / det var Jens Pede Kresjen Ravn“ (d. h. Ich will von einem erzählen, dessen Name Jens Peter Christen Ravn [d. h. Rabe] war).
Im Ersten Weltkrieg wurde Hansen wegen eines Fußleidens nicht an die Front geschickt, sondern zum Soldatendienst in Nordschleswig eingesetzt. Von 1918 bis 1920 besuchte Hansen die Askov Højskole, danach für ein Jahr die staatliche Lehrerhochschule und wirkte anschließend als Lehrer an mehreren weiterführenden Schulen. Von 1926 bis 1929 absolvierte er eine Ausbildung an der staatlichen Bibliotheksschule. 1931 wurde er Bibliothekar an der Fyens Stifts læseforening. 1935 gründete er den Nyt Bogforlag (dän.: „Neuer Buchverlag“) und war 1946 Mitgründer des Vereins „Alsingergildet“, der sich die Pflege der Sprache und Kultur der Insel Alsen zum Ziel setzte. Von 1948 bis zu seiner Pensionierung 1964 war er bei der Zentralbibliothek in Odense angestellt. 1963 erhielt Hansen den mit 1000 dänischen Kronen dotierten Literaturpreis „Sophus Michaelis’ Legat“.

## Persönliches und Nachleben

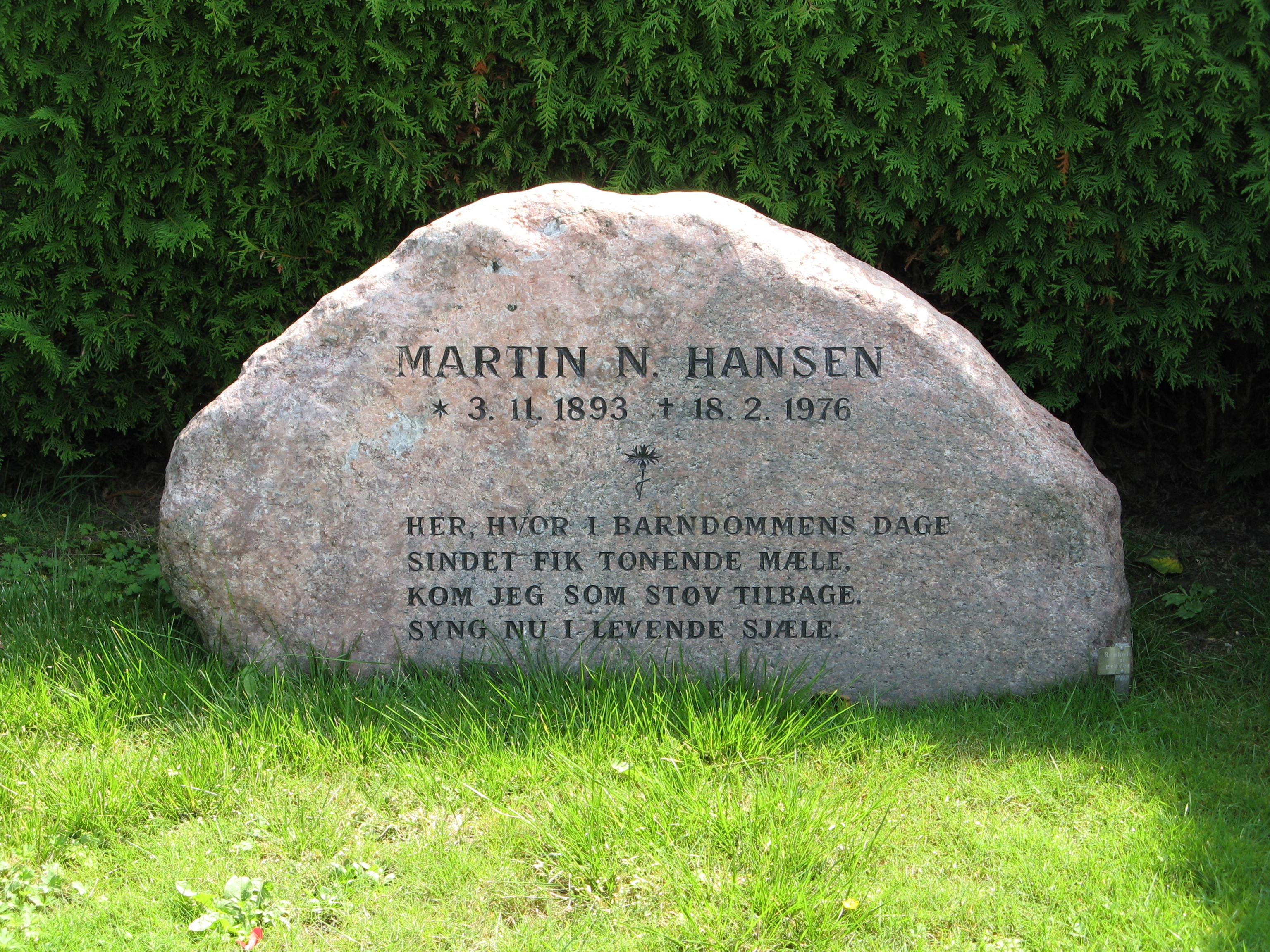
Grabstätte von Martin N. Hansen auf dem Friedhof von Notmark

Martin N. Hansen war zweimal verheiratet. Seine erste Frau verstarb nach nur einem Ehejahr an einer unheilbaren Krankheit, mit seiner zweiten Ehefrau Gudrun, geb. Eggers (1906–1999) hatte er zwei Söhne.
Nach seinem Tod in Odense wurde Hansen auf den Friedhof von Notmark überführt und dort bestattet. Der dänische Vers auf seinem Grabstein lautet übersetzt: „Hierhin, wo in Kindheitstagen / mein Sinn tönende Sprache erhielt, / kam ich als Staub zurück. / Singe nun in lebenden Seelen.“
Zum 100. Geburtstag von Martin N. Hansen 1993 errichtete eine Künstlergruppe eine 5 m hohe Gedenksäule aus rotem Backstein am Almsted Nordvej auf Alsen. Der Entwurf stammt vom Künstlerpaar Heidi Guthmann Birck und Aage Birck aus Haderslev. In mehreren Mauersteinen sind Verse von Martin N. Hansen eingeprägt. 2017 wurde die Säule renoviert.
Über 50 Gedichte von Martin N. Hansen wurden von verschiedenen Komponisten vertont. 1985 spielte Familie Eriksen in Almsted die Schallplatte „Martins Viser“ mit 20 vertonten Gedichten von Martin N. Hansen ein. 2002 brachte der Musiker Søren Frieboe die CD „Æ nynner en vis“ mit weiteren vertonten Gedichten von Martin N. Hansen heraus.

## Dichtung auf Alsisk
Hansen schrieb seit 1913 Gedichte auf Alsisk, d. h. dem südjütischen Dialekt der Insel Alsen. Er hatte kein Verständnis für die Geringschätzung gebildeter dänischer Kreise für die Volkssprache, sondern verwies z. B. auf den Linguisten Holger Pedersen, dem zufolge die südjütische Mundart die alte skandinavische Sprachmelodie besonders gut bewahrt habe. Martin N. Hansens Gedicht „Vort mòl“ („Unsere Sprache“) beginnt mit folgendem Bekenntnis zur Mundart von Alsen:
Originaltext auf Alsisk
Det mòl, som hæ listet og sprungen

som killinge øver vor vugg,

ålt som det bløv hvisket og sungen,

skull det væ’ for ring’ å brugg? [...]
Deutsche Übersetzung
Die Sprache, die da ist geschlichen und gesprungen

wie Kätzchen über unsere Wiege,

alles, was da wurde geflüstert und gesungen,

sollte das zu gering zum Gebrauch sein? [...]
Mit Annahme der Bibliothekarsstelle auf Fünen lebte Hansen zwar nicht mehr im Sprachbereich des südjütischen Dialekts, doch hörte er deshalb nicht mit dem Dichten auf Alsisk auf. Er sah die Distanz sogar als Inspiration an, da Poesie auch mit „Sehnsucht und Bedrängnis“ (dän. længsel og trængsel) zu tun habe und verbrachte zudem fast alle seine Ferien auf Alsen.
Besonders stark rezipiert wurde ein Gedicht von Martin N. Hansen über den russisch-ukrainischen Kriegsgefangenen Ivan Abonasjoff. Dieser war in einem Gefangenenlager im damals noch deutschen Alsen interniert und wurde 1918 bei einem Fluchtversuch erschossen. Hansens Gedicht wurde von Aage Lund vertont, in einem Buchtitel zitiert und in drei Sprachen übersetzt, wie auch folgende Textprobe der ersten Strophe zeigt:
Originaltext auf Alsisk
(Martin N. Hansen, 1920)
Ivan, Ivan Abonasjoff!

Jo, ham hovser æ så godt.

Ja, den stakkel, da han flygted’,

kam e vagt, og han bløv skådt. [...]
Niederdeutsche Übersetzung
(Chr. Tränckner, 1925)
Ivan, Ivan Abonasdroff [sic]

Noch weet ik vun em so good;

He sleek sik, Stakkel, öwer de Grens’, 

Do schoten se em dood. […]
Hochdeutsche Übersetzung
(J. P. Clausen, 2009)
Ivan, Ivan Abonasjoff!

Ich entsinne mich so gut.

Als der Ärmste flüchten wollte,

schoss ein Wachsoldat ihn tot. [...] 
Russische Übersetzung
(B. S. Zharov, 2020)
Бедный, бедный Афанасьев.

Как мне жаль тебя, Иван.

Ты бежать хотел из плена,

Был застрелен как баран. [...]
Als Nordschleswig nach der Abstimmung von 1920 wieder dänisch wurde, trat für Hansen die Kritik an der deutschen Herrschaft in den Hintergrund, und er wählte neue Themen für seine Mundartdichtung. Seine Grundregel war, dass seine Gedichte eine lyrische Stimmung ausstrahlen und dabei entweder etwas Heiteres oder etwas Ergreifendes zum Gegenstand haben sollten.

## Tätigkeit als Übersetzer
Martin N. Hansen übersetzte die Märchen der Brüder Grimm, Geschichten von Wilhelm Busch und vor allem Goethes Faust ins Hochdänische. 1958/1959 publizierte er eine Übersetzung des Urfaust und des Faust I sowie 1963 des Faust II. Zwar gab es schon dänische Faust-Übersetzungen aus dem 19. und frühen 20. Jahrhundert, doch wollte Martin N. Hansen eine sprachlich weniger sperrige und trotzdem Sinn wahrende Wiedergabe vorlegen. Nach einer ersten dänischen Faust-Übersetzung von Chr. F. W. Bech 1847, die als wenig gelungen galt, publizierte der Journalist und Literaturhistoriker Peter Hansen 1881/89 die „klassische“ dänische Faust-Übersetzung, die auch von einer weiteren Übersetzung des Dichters Sophus Michaelis (1929) nicht verdrängt werden konnte. Martin N. Hansen setzte gegenüber P. Hansen auf eine natürliche Syntax und modernes Dänisch. Dazu folgende Textbeispiele:
Faust I, Vers 354–359, Monolog
(Joh. Wolfgang von Goethe, 1790/1808)
Habe nun, ach! Philosophie,

Juristerei und Medizin,

Und leider auch Theologie

Durchaus studiert, mit heißem Bemühn. 

Da steh ich nun, ich armer Tor,

Und bin so klug als wie zuvor!
Zweite dänische Übersetzung
(Peter Hansen, 1881)

Nu har jeg, ak, med brændende Id 

til Bunden trængt i Filosofi

studeret Medicin og Jura med Flid

desværre ogsaa Teologi

og er akkurat, jeg stakkels Nar,

ligesaa klog, som før jeg var.
Vierte dänische Übersetzung
(Martin N. Hansen, 1959)

Nu har jeg læst filosofi

ak ja, og jura, medicin,

desværre selv teologi

med grundighed og disciplin.

Jeg arme fjog! Nu står jeg her

så klog som før, trods alt besvær.
Faust II, Vers 12104–12111, Chorus Mysticus
(Joh. Wolfgang von Goethe, 1832)
Alles Vergängliche

Ist nur ein Gleichnis;

Das Unzulängliche,

Hier wird’s Ereignis;

Das Unbeschreibliche,

Hier ist’s getan;

Das Ewig-Weibliche

Zieht uns hinan.
Zweite dänische Übersetzung
(Peter Hansen, 1889)
Alt det Forkrænkelige

er kun som Skygger;

Her det Utænkelige

levende bygger;

Her det Oprindelige

forme sig vil;

det Evig-Kvindelige

drager os til.
Vierte dänische Übersetzung
(Martin N. Hansen, 1963)
Alt det forgængelige

er kun et billed’;

ugennemtrængelige

skranker er stillet;

det uovervindelige

hæver sin top;

det evig kvindelige

drager os op.
Außerdem übertrug Martin N. Hansen Goethes Römische Elegien ins Standarddänische und englische Gedichte des schottischen Dichters Robert Burns in die Alsener Mundart, darunter Auld Lang Syne.

## Werke (Auswahl)

### Mundartdichtung
- Martin N. Hansen: Madeleine. Ny a gammel alsisk Rim. [Holstebro] 1928.
- Martin N. Hansen: Ad gammel stie. Et udvalg af nyere digte på sønderjysk folkemål. Sønderborg 1968.
- Martin N. Hansen: Med en Blomm i e Hat, nye Digte fra Als. Sønderborg: Andreas Clausens boghandel, 1977.
- Martin N. Hansen: Martins visebog. 55 viser og sange af Martin N. Hansen. (Ausgabe der vertonten Gedichte mit Notensatz.) Edition Egtved 1975.

### Übersetzungen
- Robert Burns: Nogle digte af Robert Burns. Gendigtet på folkemål med et rids af hans liv af Martin N. Hansen. Odense 1951.
- Wilhelm Busch: Max og Moritz. Gendigtet af Martin N. Hansen. Odense 1971.
- Wilhelm Busch: Den hellige Antonius fra Padua. Gendigtet af Martin N. Hansen. Odense 1972.
- Wilhelm Busch: Den fromme Helene. Gendigtet af Martin N. Hansen. Odense 1976.
- Johann Wolfgang von Goethe: Ur-Faust. Gendigntning ved Martin N. Hansen. Odense 1958.
- Johann Wolfgang von Goethe: Faust, en tragedie, første del. Oversat af Martin N. Hansen. København 1959.
- Johann Wolfgang von Goethe: Romerske Elegier i gendigtning ved Martin N. Hansen. Odense 1961.
- Johann Wolfgang von Goethe: Faust, en tragedie. Oversat fra tysk af Martin N. Hansen. 2 Bände. [København]: Gyldendal, Dansklærerforeningen 1963.
- Jacob Grimm, Wilhelm Grimm: Eventyr for børn og voksne. Oversat fra tysk af Martin N. Hansen, med tegninger af Ludwig Richter. København 1963.